# Jorgo Chatzimarkakis
Jorgo Chatzimarkakis (Γεώργιος Χατζημαρκάκης, né le 21 avril 1966 à Duisbourg en Allemagne) est un homme politique allemand d'origine grecque, membre du FDP.

## Biographie
Il fait des études de sciences politiques à l'université de Bonn, puis au St Antony's College de l'université d'Oxford. Il travaille pour le Bundestag (de 1993 à 1996) puis pour l'Office des Affaires étrangères (de 1996 à 1998). Il est ensuite chargé de cours à l'université de Duisbourg (de 1997 à 2001). Il obtient en 2001 un doctorat de l'université de Bonn, qui lui sera retiré en 2011 pour plagiat.
Il est élu en 2004 député européen (réélu en 2009). Il est membre de la commission du marché intérieur et de la protection des consommateurs.
En 2014, il crée le mouvement des Citoyens européens grecs (el) et se présente pour ce mouvement aux élections européennes en Grèce.
Il est secrétaire général de Hydrogen Europe depuis 2016.